# Epiphryne xanthaspis
Epiphryne xanthaspis là một loài bướm đêm trong họ Geometridae.